# Ribelli in blues/La camicia blu
Ribelli in blues/La camicia blu è un singolo de I Ribelli e di Ricky Sanna pubblicato in Italia nel 1960; è il primo disco inciso dai Ribelli e il quarto di Ricky Gianco.

## Tracce
Lato A
1. I Ribelli – Ribelli in blues (Nando De Luca)

Lato B
1. Ricky Sanna con I Ribelli – La camicia blu (Dante Pieretti, Riccardo Sanna)